# Vertraulichkeitsvereinbarung
Ein Vertraulichkeitsvereinbarung, auch Geheimhaltungserklärung, Geheimhaltungsvereinbarung, Geheimhaltungsvertrag, Verschwiegenheitsvereinbarung, NDA (Abkürzung für englisch non-disclosure agreement) oder CDA (Abk. für engl. confidential disclosure agreement), ist ein Vertrag, der das Stillschweigen über Verhandlungen, Verhandlungsergebnisse oder vertrauliche Unterlagen festschreibt. Der Verpflichtete stimmt zu, ihm zugänglich gemachte Informationen geheim zu halten. Anders als das Betriebsgeheimnis, das gesetzlich verankert ist, besteht beim Geheimhaltungsvertrag Vertragsfreiheit.
Geheimhaltungserklärungen werden oft in Verhandlungen über Patente im Prozess der Lizenzvergabe unterzeichnet. Die Unterzeichnung eines Geheimhaltungsvertrags geht der Ausarbeitung des Lizenzvertrages vor, da dies nur nach Offenlegung teils sensibler Daten geschehen kann. Angewendet werden Geheimhaltungsverträge auch bei der Übernahme oder bei Zusammenschlüssen von Unternehmen.
Eine Geheimhaltungsvereinbarung wird oft schon vor Beginn von Vertragsverhandlungen abgeschlossen, wenn beide Parteien vertrauliche Informationen für die Zusammenarbeit austauschen. Dazu können beispielsweise IT-Daten, Dokumente oder Patente gehören. Nach Unterzeichnung der Vereinbarung sind beide Seiten verpflichtet, diese Informationen vertraulich zu behandeln und nicht an Dritte weiterzugeben.

## Typische Vertragspunkte
- Vertragsparteien
- Definition, Benennung der geheim zu haltenden Information
- Was ist nicht Teil der Geheimhaltung? (Stand der Technik bei Patentunterlagen; der Verpflichtete hat das Wissen bereits selbst aus anderer Quelle erlangt)
- Strafzahlungen
- Dauer der Geheimhaltung

## Abgrenzung
Diese Vertraulichkeitsvereinbarungen sind nicht zu verwechseln mit Patenten. Ein Patent schützt ein technisches Verfahren oder ein technisches Produkt unter Veröffentlichung seines Inhalts. Vertraulichkeitsvereinbarungen vereinbaren die Nichtverbreitung jeder Art von Information.

## Anwendung
Häufige Anwendungsfälle für Vertraulichkeitsvereinbarungen:
- Zwischen Kunden und Lieferanten (oder in anderer Weise kooperierenden Unternehmen): zum Schutz von ausgetauschten Produktspezifikationen oder Geschäftsplänen
- Zwischen Arbeitgebern und Arbeitnehmern bzw. selbständigen Auftragnehmern: zum Schutz von Unternehmensgeheimnissen jeder Art
- Zwischen Kaufinteressenten und Mergers & Acquisitions-Beratern, um eine Basis für vertrauliche Verkaufsverhandlungen zu schaffen
- Zwischen Entwicklern und Betatestern einer Software
- Zwischen Besuchern einer Presseveranstaltung, auf der zukünftige Produkte vorgestellt werden, und dem Veranstalter bzw. Hersteller dieser Produkte

Ein Beispiel ist die Herausgabe von maßgetreuen Attrappen neuer iPhone-Modelle von Apple an Zubehörhersteller weltweit, was nur gegen Unterzeichnung einer NDA geschieht.
Eine Vertraulichkeitsvereinbarung kann auch Teil einer Koopetition sein.
In Deutschland müssen Vertraulichkeitsvereinbarungen zwischen Arbeitgeber und Arbeitnehmer auf unmittelbare Geschäftsinteressen beschränkt sein. In den USA sind Vertraulichkeitsvereinbarungen gestattet, die sich auf alle Vorkommnisse im Unternehmen erstrecken. Einige Unternehmen haben derartige Regelungen jedoch unter dem Druck der #MeToo-Bewegung aufgehoben. Im Vereinigten Königreich diskutiert die Regierung im Sommer 2025 einen Gesetzentwurf, der Vertraulichkeitsvereinbarungen von Arbeitgeberseite für nichtig erklären soll, soweit sie Arbeitnehmer nach Belästigung oder Diskriminierung zum Schweigen verpflichten. Nicht davon betroffen sein sollen Vertraulichkeitsvereinbarungen zu legitimen Geschäftsinteressen.
Eine geschlossene Vertraulichkeitsvereinbarung ermöglicht in Deutschland nicht die Berufung auf ein Zeugnisverweigerungsrecht. Etwaige vertragliche Abreden treten hinter der öffentlich-rechtlichen Pflicht zur vollständigen und wahrheitsgemäßen zeugenschaftlichen Aussage zurück, so dass der Verpflichtete gegenüber dem Verpflichtenden vor Gericht aussagen muss, wenn ersterer von einer Partei als Zeuge benannt worden ist. Geschäftsgeheimnisse können in Gerichtsprozessen aber vertraulich behandelt werden. So kann die Öffentlichkeit von Teilen der Hauptverhandlung ausgeschlossen und die Anwesenden können zur Verschwiegenheit verpflichtet werden. Seit einer Änderung der Zivilprozessordnung 2025 kann auch der Zugang zu Prozessunterlagen für Dritte eingeschränkt werden.